# 1906 en mathématiques
| Années des mathématiques : 1903 - 1904 - 1905 - 1906 - 1907 - 1908 - 1909    |
| Décennies des mathématiques : 1870 - 1880 - 1890 - 1900 - 1910 - 1920 - 1930 |

Cet article présente les faits marquants de l'année 1906 en mathématiques.

## Événements
- Le mathématicien russe Andreï Markov publie les premiers résultats sur les chaînes de Markov à espace d'états fini[1].
- Le mathématicien norvégien Axel Thue utilise la suite de Prouhet-Thue-Morse dans un article fondateur de la combinatoire des mots intitulé Über unendliche Zeichenreihen. Il prouve qu'il y a des mots infinis sans carré sur tout alphabet d'au moins trois lettres[2].

## Prix
- Académie des sciences de Paris : Grand prix des sciences mathématiques : Henri Padé, R de Montessus et A. Auric

## Naissances

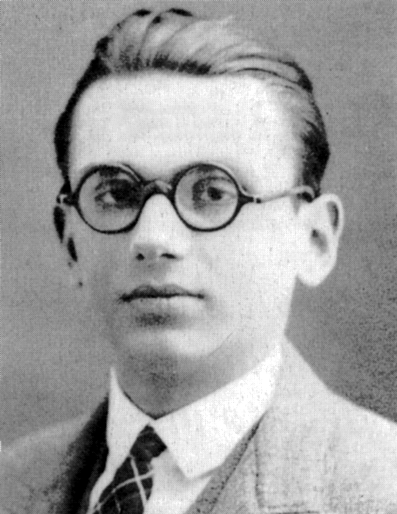
Kurt Gödel

- 10 janvier : Grigore Moisil (mort en 1973), mathématicien roumain.
- 12 janvier : Kurt Hirsch (mort en 1986), mathématicien allemand.
- 16 janvier : Erich Kähler (mort en 2000), mathématicien allemand.
- 4 février : Nicholas Georgescu-Roegen (mort en 1994), mathématicien et économiste roumain.
- 16 février : Tiberiu Popoviciu (mort en 1975), mathématicien roumain.
- 28 avril : 
  - Kurt Gödel (d. 1978), mathématicien austro-américain, célèbre pour son théorème d'incomplétude.
  - Richard Rado (mort en 1989), mathématicien allemand.
- 6 mai : André Weil (mort en 1998), mathématicien français.
- 20 mai : Carl Ludvig Godske (mort en 1970), mathématicien et météorologue norvégien.
- 3 juin : 
  - Roy George Douglas Allen (mort en 1983), économiste, mathématicien et statisticien britannique.
  - Gilbert de Beauregard Robinson (mort en 1992), mathématicien canadien.
- 6 juin : Max Zorn (mort en 1993), mathématicien allemand.
- 13 juin : Bruno de Finetti (mort en 1985), mathématicien italien.
- 15 juin : William Gordon Welchman (mort en 1985), mathématicien et cryptographe britannique.
- 25 juin : Heinrich Heesch (mort en 1995), mathématicien allemand.
- 1er juillet : Jean Dieudonné (mort en 1992), mathématicien français.
- 7 juillet :
  - William Feller (mort en 1970), mathématicien croate, naturalisé américain.
  - Gheorghe Mihoc (mort en 1981), mathématicien et statisticien roumain.
- 15 juillet : Henryk Zygalski (mort en 1978), mathématicien et cryptologue polonais.
- 9 août : Robert Frucht (mort en 1997), mathématicien germano-chilien.
- 30 août : Olga Taussky-Todd (morte en 1995), mathématicienne tchéco-américaine.
- 1er septembre : Ernst Peschl (mort en 1986), mathématicien allemand.
- 4 octobre : Mary Celine Fasenmyer (morte en 1996), mathématicienne américaine.
- 24 octobre : Aleksandr Gelfond (mort en 1968), mathématicien russe.
- 30 octobre : Andreï Nikolaïevitch Tikhonov (mort en 1993), mathématicien russe.
- 3 novembre : Carl Benjamin Boyer (mort en 1976), historien des mathématiques américain.
- 7 novembre : Jean Leray (mort en 1998), mathématicien français.
- 13 novembre : Hans Fitting (mort en 1938), mathématicien allemand.
- 12 décembre : Nelson Dunford (mort en 1986), mathématicien américain.
- 17 décembre : Florent Bureau (mort en 1999), mathématicien belge.

## Décès
- 3 avril : Gustav Conrad Bauer (né en 1820), mathématicien allemand.
- 6 avril : Friedrich Hultsch (né en 1833), étruscologue et mathématicien allemand.
- 9 juillet : Gaston Albert Gohierre de Longchamps (né en 1842), mathématicien français.
- 12 septembre : Ernesto Cesàro (né en 1859), mathématicien italien.
- 4 novembre : Ernst Förstemann (né en 1822), mathématicien allemand.
- 11 décembre : Amédée Mannheim (né en 1831), ingénieur, officier et mathématicien français.
- 25 décembre : Gaspard Bovier-Lapierre (né en 1823), mathématicien français.